# Juan Ciscomani

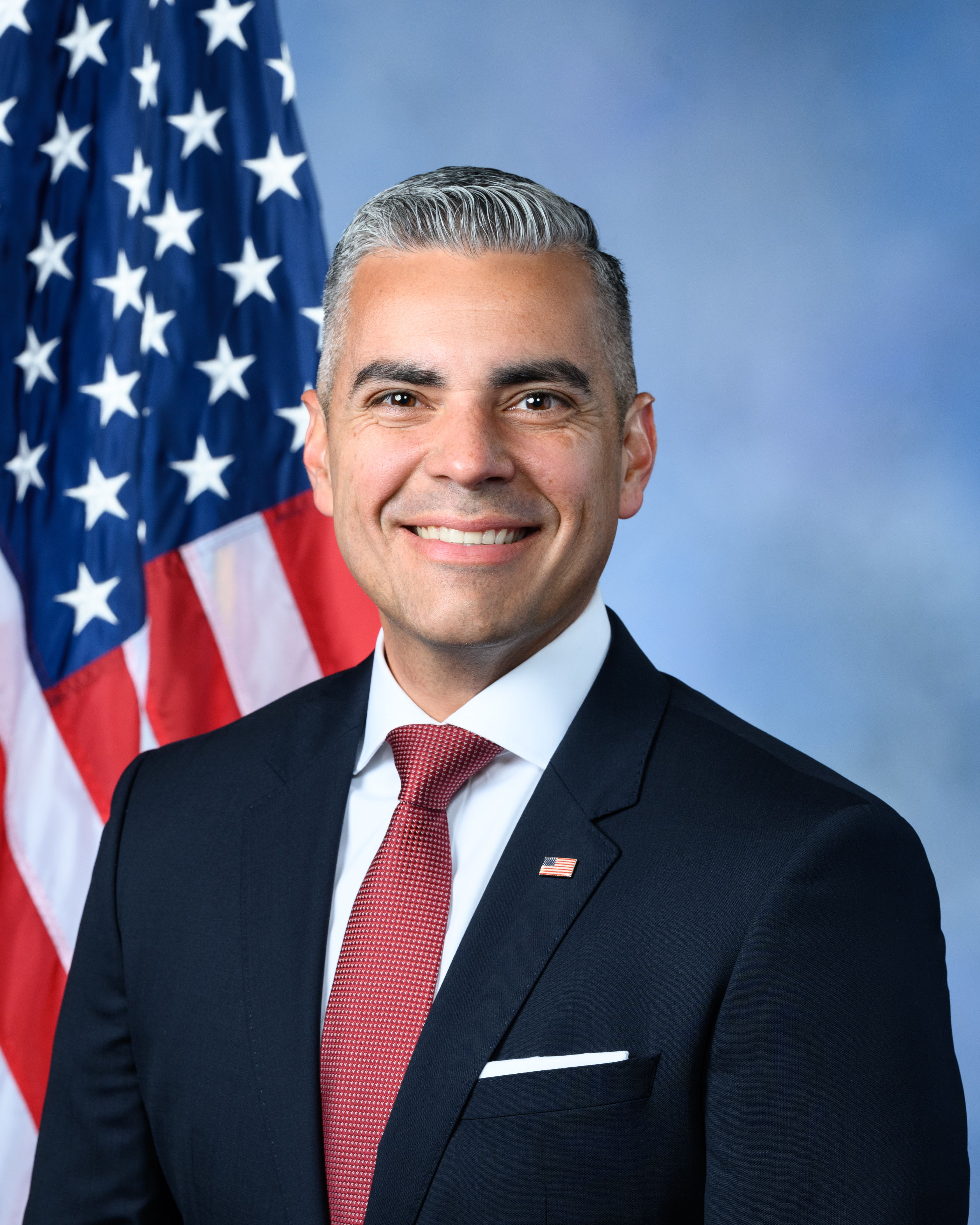
Juan Ciscomani (2023)

Juan Guadalupe Ciscomani III (* 31. August 1982 in Hermosillo, Bundesstaat Sonora, Mexiko) ist ein US-amerikanischer Politiker mexikanischer Herkunft. Er gehört der Republikanischen Partei an. Seit 2023 ist er für den 6. Kongresswahlbezirk des Staates Arizona Mitglied im 118. Repräsentantenhaus. 

## Lebenslauf
Ciscomani wurde in Mexico geboren und wuchs in Tucson, Arizona auf. Er besuchte das Pima Community College und die University of Arizona, die beide in Tucson angesiedelt sind. Er war das erste Mitglied seiner Familie, das eine Universität besucht hat. Nach seinem Abschluss arbeitete er an der Universität als Spezialist für Programmentwicklung. Anschließend war er Berater des Gouverneurs von Arizona, Doug Ducey und war stellvertretender Vorsitzender der Arizona-Mexiko-Kommission.

## Politische Karriere
2008 kandidierte er erfolglos für einen Sitz im Arizona State Legislature. Im Jahr 2022 wurde er in das Repräsentantenhaus der Vereinigten Staaten für den 6. Kongresswahlbezirk in Arizona gewählt und besiegte hierbei die demokratische Gegenkandidatin Kirsten Engel mit 50,73 %. Bei der Vorwahl zur Kongresswahl 2024 gewann er mit 59,2 %. In der Hauptwahl trat er erneut gegen Kristen Engel an und siegte mit 50 % zu 47,5 %.

## Privatleben
Juan Ciscomani ist mit Laura Ciscomani verheiratet, mit der er sechs gemeinsame Kinder hat.